# 土耳其國家鐵路HT80000型電聯車
TCDD HT80000是西门子为土耳其国家铁路建造的高速鐵路电聯車，行駛於土耳其高速铁路（Yüksek Hızlı Tren，YHT），在波拉特勒-科尼亞高速路線最高时速可达300公里。 

## 历史

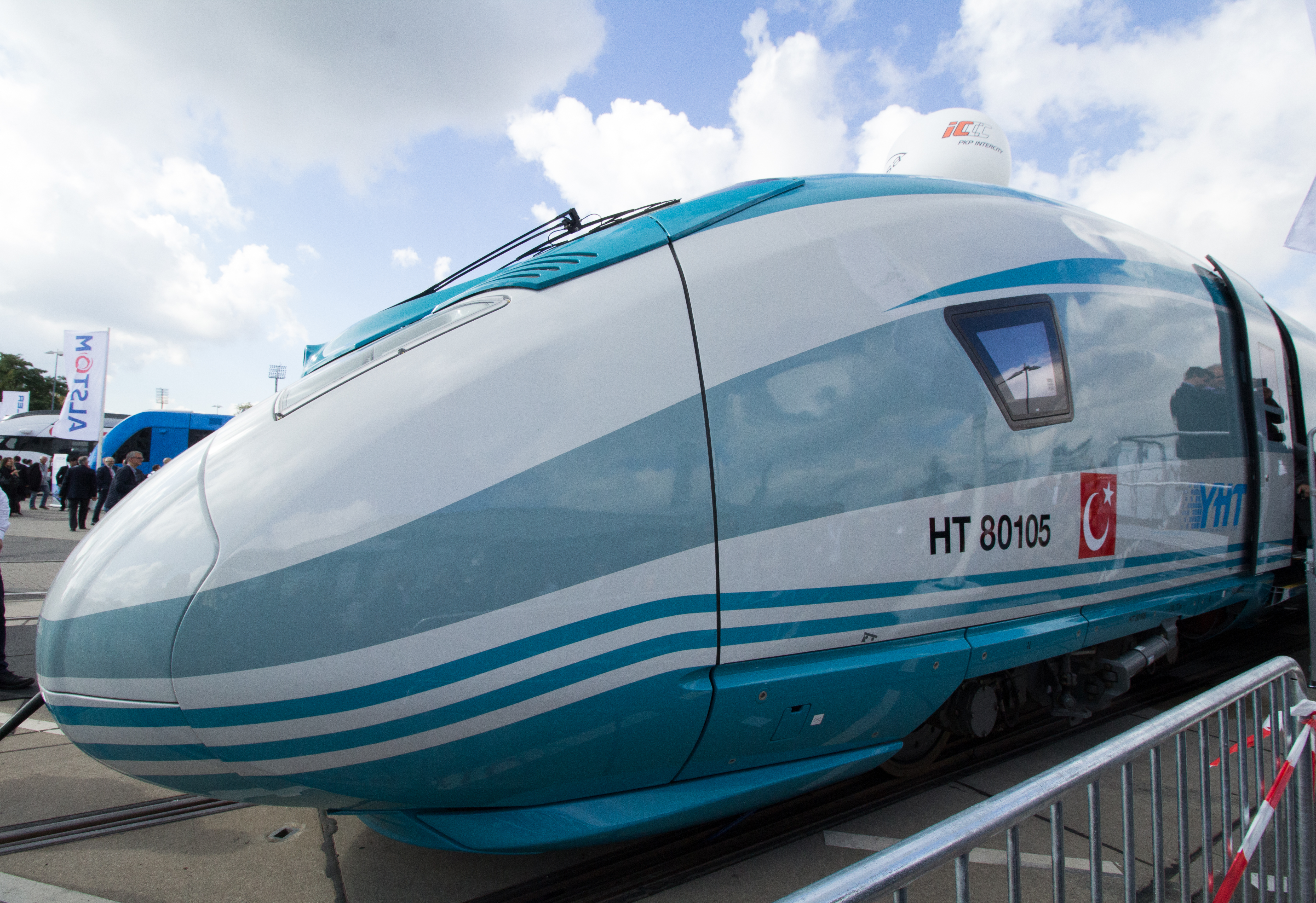
TCDD HT80105 (Velaro TR)

2013 年， 土耳其國家鐵路與西门子签订了三份合同購買共17列列車（第一份一列，第二份6列，第三份10列）。 此外，西门子将提供 7 年的维护和清洁服务，并提供模拟駕駛器。但在 2014 年底，第三份合約因缺少認證而被土耳其公开招标委员会取消。  2017 年 1 月 30 日，西门子再次與阿尔斯通和CAF競標這10列的訂單。 
2013 年 9 月，第一组列车——原本打算在德国運行的列车——被送來進行测试。西门子还向土耳其送出Vectron MS 示范机车和Velaro列车。 第一列列車于 2015 年 5 月 23 日在安卡拉和科尼亚之间投入使用。   第二組（也是第一組為土耳其國家鐵路生产的列車）于 2016 年 1 月 29 日从德国送出，于 2016 年 2 月 17 日運抵安卡拉，但等到 2017 年 3 月 10 日，才有6列Velaro TR投入營運。 

### 事故
HT80101 車組是 2018 年 12 月 13 日安卡拉火车碰撞事件的事故列車之一。

## 设计
列车几乎完全基于西门子 Velaro平台的现有技术。大多数情况下列車由一個8車編組（總長200公尺）編成，但也可以加上一個8車編組，構成16車400公尺長的列車。與其他 Velaro 平台列車一樣，設計的操作溫度為攝氏40度到-25度。引入的大多数新技术也将用于未来的 Velaro 列车。
塗裝採用白色-绿松石色-灰色配色，而非HT65000型所使用的白-红-深蓝配色。
TCDD HT80000 的外观更接近“第二代” Velaro列车（例如欧洲之星 E320 ）。這跟舊型的Velaro列車（例如ICE 3M）不同；后者的車灯更靠近連結器，但新款的車燈較靠近挡风玻璃。旧款 Velaro列車使用飞机式椭圆窗，但本型車使用較大的方形窗。所有电气设备也都以整流罩覆蓋以改善空气动力学性能。

### 技术方面

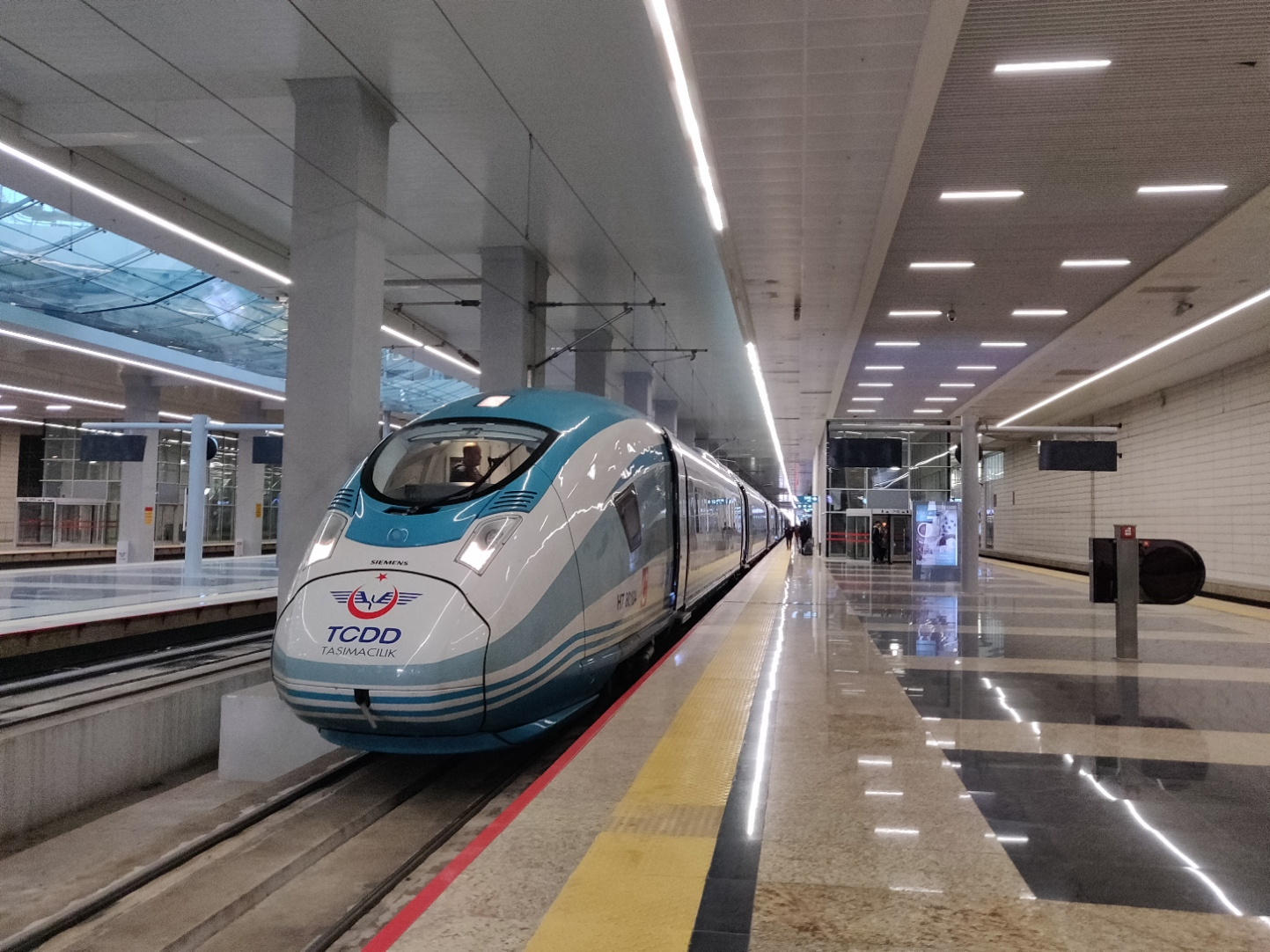
TCDD HT80004 在安卡拉等待离开 ATG 终端

每8辆车的編組共有32个車轴，其中16个車軸為動力車軸，軸配置如下：
Bo’Bo’+2’2’+Bo’Bo’+2’2’+2’2’+Bo’Bo’+2’2’+Bo’Bo’
所有列车都有ETCS 。 西门子根據從德国、中国、西班牙和俄罗斯取得的空气动力学数据，最後一車的中部的車頂拉高，以减少了隧道中的音爆，降低行驶時的摩擦力與外部噪音。車头和扰流板的空气动力学改善，使得 CO 2排放量减少 14 克/乘客-公里。相比之下，具有相同有效载荷的飞机，平均 CO 2排放量为 136 克/乘客-公里。 
由于第一组列車本來是打算用在德國鐵路的，它在某些方面与该系列的其他列車有所不同。其最高時速可达320公里（其它的僅達300公里），电力系统也有所不同。Velaro D 可以使用四种不同的电压系统（15 kV, 16,7 Hz AC / 25 kV、50 Hz AC 、1.5 kV DC/ 3 kV DC),），Velaro TR 僅能使用25 kV、50 Hz 交流系统，且内部和座位数量也不相同。 

### 内裝
第一組列車共有460个座位（经济舱333个，头等舱111个，簡餐車16个）。 後續列車配置則為头等舱45个座位，经济舱424个座位，無障礙座位2个，商务舱則為每間4个座位，共三間12个座位，另外還有36個座位的簡餐車，共519 个座位。 头等座位配有个人多媒体螢幕。